# Beau Biden Cancer Moonshot
Beau Biden Cancer Moonshot, llamada también Cancer Moonshot Initiative o simplemente Cancer Moonshot (en español, Misión contra el cáncer) es una iniciativa de investigación de la Casa Blanca para renovar el liderazgo en la lucha contra el cáncer, facilitando nuevas colaboraciones e impulsando el progreso a lo largo del proceso oncológico con el impulso de los diferentes sectores de la comunidad.
Forma parte de la ley pública 21st Century Cures Act, firmada el 13 de diciembre de 2016 por el presidente Barack Obama y cuenta con un presupuesto de 1.800 millones de dólares que se dedican a la investigación del cáncer. 
El nombre de esta iniciativa está dedicado al hijo del entonces vicepresidente Joe Biden, Beau Biden, que falleció de cáncer cerebral en 2015.
El 22 de febrero del 2022, el presidente Biden reavivó la "Iniciativa Misión contra el Cáncer", actualizando sus metas principales que ahora son: reducir la tasa de mortalidad por cáncer a la mitad en los próximos 25 años, y ayudar a los personas con cáncer y sus familias.

## Objetivos
- Asegurar para todos el acceso a pruebas de detección de cáncer, para detectar la enfermedad en forma temprana, cuando los resultados son mejores.
- Comprender y prevenir las exposiciones tóxicas y ambientales, como los productos químicos nocivos y la contaminación del aire, que sabemos que pueden causar cáncer.
- Prevenir más cánceres antes de que comiencen: reduciendo el consumo de tabaco, asegurándose de que todos tengan acceso a alimentos saludables y vacunando a más personas contra el virus del papiloma humano, que causa algunos tipos de cáncer.
- Impulsar nuevas innovaciones y ofrecer los últimos avances a los pacientes y las comunidades, para que todas las familias se beneficien de avances revolucionarios que permitan prevenir, detectar, tratar y sobrevivir al cáncer.
- Apoyar y centrar a los pacientes y cuidadores, ayudándolos a navegar por las muchas decisiones asociadas con un diagnóstico, brindándoles un acceso fácil a su información de salud e impulsando acciones para reducir los costos de los medicamentos.comunidad.[1]

## Acciones prioritarias
La iniciativa Cancer Moonshot ha anunciado más de 95 nuevos programas, políticas y recursos para abordar cinco acciones prioritarias.
- Ampliar el acceso a las pruebas de detección del cáncer.

- Comprender y prevenir  la exposición a sustancias tóxicas y ambientales.

- Prevenir más cánceres antes de que aparezcan.

- Impulsar la innovación y ofrecer los últimos avances a los pacientes y  las comunidades.

- Apoyo y centros para pacientes y  cuidadores.

## Participantes
El proyecto Cancer Moonshot cuenta con el apoyo de diferentes agencias y departamentos del gobierno federal, empresas privadas, proveedores sanitarios, asociaciones de pacientes, grupos filantrópicos y la sociedad en general.
Sus diferentes acciones están desarrolladas por el gobierno federal,  la comunidad científica, la  comunidad médica y de salud pública, el sector sanitario privado, así como los pacientes de cáncer y su entorno más directo.

## Ejemplos de acciones realizadas

### Red de Atlas de Tumores Humanos
La Red de Atlas de Tumores Humanos (HTAN, por sus siglas en inglés, Human Tumor Atlases Network) es una iniciativa para elaborar atlas tridimensionales de los principales tumores que afectan al hombre. Hasta octubre de 2025 se habían estudiado más de 2000 tumores correspondientes a 21 órganos con lo se han podido elaborar 14 atlas.